# Buzeins
Buzeins (en occitano Busens) era una comuna francesa situada en el departamento de Aveyron, de la región de Occitania, que el 1 de enero de 2017 pasó a ser una comuna delegada de la comuna nueva de Sévérac-d'Aveyron al fusionarse con las comunas de Lapanouse, Lavernhe, Recoules-Prévinquières y Sévérac-le-Château.

## Demografía
| Gráfica de evolución demográfica de Buzeins entre 1800 y 2018 |
|                                                               |

Los datos demográficos contemplados en este gráfico de la comuna de Buzeins se han cogido de 1800 a 1999 de la página francesa EHESS/Cassini, y los demás datos de la página del INSEE.